# Florent Mabille
Florent Mabille (27 oktober 1996) is een Belgische atleet, die gespecialiseerd is in de sprint. Hij veroverde één Belgische titel en maakte deel uit van het team dat in 2024 op de 4 × 400 m estafette Europees kampioen werd.

## Biografie
Mabille begon op zijn dertiende met atletiek. Hij werd in 2023 voor het eerst Belgisch indoorkampioen op de 400 m.
In 2024 maakte Mabille op de EK in Rome deel uit van het 4 × 400 m estafetteteam dat zich in de series kwalificeerde voor de finale. Vervolgens veroverden Jonathan Sacoor, Robin Vanderbemden, Dylan Borlée en Alexander Doom in 2.59,84 de gouden medaille.
Club
Mabille is aangesloten bij Excelsior Sports Club.

## Kampioenschappen

### Internationale kampioenschappen
| Onderdeel | Titel             | Jaar |
| --------- | ----------------- | ---- |
| 4 x 400 m | Europees kampioen | 2024 |

### Belgische kampioenschappen
Indoor
| Onderdeel | Jaar |
| --------- | ---- |
| 400 m     | 2023 |

## Persoonlijke records
Outdoor
| Onderdeel | Prestatie | Wind     | Datum        | Plaats |
| --------- | --------- | -------- | ------------ | ------ |
| 200 m     | 20,74 s   | +0,9 m/s | 20 juli 2024 | Ninove |
| 400 m     | 45,45 s   |          | 20 juli 2024 | Ninove |

Indoor
| Onderdeel | Prestatie | Datum           | Plaats |
| --------- | --------- | --------------- | ------ |
| 400 m     | 47,35 s   | 1 februari 2025 | Gent   |

## Palmares

### 400 m
- 2023:  BK indoor AC – 47,85 s
- 2023:  Nacht van de Atletiek – 45,71 s
- 2023:  BK AC – 46,34 s

### 4 × 400 m
- 2024:  EK in Rome – 2.59,84[2]
- 2025:  EK indoor – 3.05,18

### 4 × 400 m gemengd
- 2023: 5e WK in Boedapest – 3.13,83[3]